# Tigrioides soror
Tigrioides soror là một loài bướm đêm thuộc phân họ Arctiinae, họ Erebidae.